# Celebichneumon silvaemontis
Celebichneumon silvaemontis là một loài tò vò trong họ Ichneumonidae.